# Führungsgrundgebiet
Ein Führungsgrundgebiet dient der Strukturierung von Fähigkeiten innerhalb einer Führungsorganisation. Der Begriff wird überwiegend beim Militär, aber auch bei Feuerwehr, Katastrophen- und Zivilschutz (Technisches Hilfswerk) verwendet.

## Militär
Ein militärischer Stab ist meist nach Führungsgrundgebieten gegliedert.

### Deutschland
In der Bundeswehr sind die Abteilungen der Stäbe nach Führungsgrundgebieten gegliedert. Klassische Führungsgrundgebiete sind:
- Personalwesen, Innere Führung, Presse (FGG 1),
- Militärisches Nachrichtenwesen (FGG 2),
- Führung, Organisation, Ausbildung (FGG 3),
- Logistik (FGG 4),
- Führungsdienst (FGG 6)

Weitere Abteilungen/Sachgebiete (z. B. Sanitätsdienst, Verwaltung) können hinzutreten.

### Schweiz
Auch die Schweizer Armee gliedert nach Führungsgrundgebieten (FGG)
- FGG 1	Personelles der Armee
- FGG 2	Nachrichten
- FGG 3 Operationen
- FGG 4	Logistik
- FGG 5	Planung
- FGG 6	Führungsunterstützung
- FGG 7	Ausbildung
- FGG 8	Finanzen
- FGG 9	International
- FGG10	Sicherheit

### Österreich
Auch das Österreichische Bundesheer gliedert die Stäbe nach Führungsgrundgebieten (FGG)
- FGG 1	Personalführung
- FGG 2	Aufklärung und militärische Sicherheit
- FGG 3 Einsatzführung und zivil-militärische Zusammenarbeit/Inland (ZMZ/I)
- FGG 4	Logistik
- FGG 5	Einsatzplanung und -vorbereitung
- FGG 6	Führungsunterstützung
- FGG 7	Ausbildung/Ausbildungsunterstützung
- FGG 8	Budget und Finanzen
- FGG 9	Einsatzführung und zivil-militärische Zusammenarbeit/Ausland (ZMZ/A), CIMIC

### Nordatlantikpakt-Organisation (NATO)
In der NATO unterscheidet man
- Manpower or Personnel (1) – Truppenstärke und Personal
- Intelligence / security / information operations (2) – Militärisches Nachrichtenwesen/Sicherheit/Informationsoperationen
- Operations (3) – Führung und Einsatz
- Logistics (4) – Logistik
- Plans & Strategy (5) – Planung und Strategie
- Signal (Communications and IT) (6) – Kommunikation und Informationstechnik
- Training (7) – Ausbildung
- Finance (8) – Haushalt und Finanzen
- CIMIC (9) – Zivil-militärische Zusammenarbeit

## Behörden und Organisationen mit Sicherheitsaufgaben (BOS)
Üblicherweise werden die Führungsgrundgebiete als Sachgebiete bezeichnet. Dabei werden die einzelnen Aufgabenbereiche wie folgt durchnummeriert:
- S 1: Personal, innerer Dienst
- S 2: Lage
- S 3: Einsatz (-planung und -führung)
- S 4: Versorgung, Logistik
- S 5: Presse / Medien
- S 6: IuK (Informations- und Kommunikationstechnik)